# Ниссен (святой)
Ниссен (V век) — настоятель монастыря Монтгарт. День памяти — 25 июля.
Святой Ниссен (Nissen), ирландец, был обращён ко Господу св.Патриком. Впоследствии он стал настоятелем монастыря Монтгарт (Montgarth), иначе Монтгаррет (Mountgarret), графство Уэксфорд.

## Тропарь, глас 2
O thou who didst converse with St Patrick/
and follow in the monastic way:/
as thou didst guide monks to Christ our God,/
pray that our souls may be saved.